# Albras
A Alumínio Brasileiro (Albras) é a maior produtora de alumínio primário no Brasil e, desde 1985, alimenta os mercados interno e externo com lingotes de alumínio.  A Hydro é a principal acionista da empresa, com 51% das ações dessa joint venture. O outro acionista é a NAAC - Nippon Amazon Aluminium Co. Ltd., formada por um consórcio de empresas japonesas, tradings, consumidores e fabricantes de produtos de alumínio. 
A empresa foi reconhecida como uma das três maiores dos setores de metalurgia e siderurgia por dois anos consecutivos no ranking "Empresas Mais" do jornal "O Estado de São Paulo". Localizada em Barcarena, no Pará, possui cerca de 2,4 mil empregados diretos e indiretos, e 70% da sua produção é voltada para o abastecimento do mercado interno. 

## História
Em 1977, foi criada a NAAC – Nippon Amazon Aluminium Company, formada por 32 empresas privadas (60%) e o governo japonês (40%). Em razão dos altos custos da energia elétrica no Japão, o governo do país buscou promover investimentos internacionais na área de alumínio, que não era mais produzido no país, embora fosse um dos maiores consumidores mundiais.
Em fevereiro de 1978, o governo brasileiro criou o Programa Especial de Desenvolvimento Regional e da Infraestrutura do Complexo Alumínico Albrás-Alunorte. Em dia 20 de junho de 1978, foram assinados diversos acordos pela Companha Vale do Rio Doce, Valenorte, Albrás, Alunorte e NAAC.
Foram assinados contratos de transferência de tecnologia, de assistência técnica industrial e de licenciamento de patentes entre a a Albrás e a Mitsui Aluminium, uma das acionistas da NAAC.
Foi a planejada a construção da Usina Hidrelétrica de Tucuruí, tendo em vista que a indústria de alumínio demanda alto consumo de energia. A usina começou a operar em 1984.
O Projeto da Albras foi criado como uma associação entre a CVRD (51%) e a NAAC (49%) para a produção de alumínio. A construção teve início em 1981, tendo sido escolhido o município de Barcarena, às margens do rio Tocantins, na baía de Marajós, em razão de sua localização estratégica para construção de um porto e da proximidade da capital.
A fábrica deveria ser suprida com a alumina produzida pela Alunorte.
A primeira linha de produção da Albras foi inaugurada em 1985, com a implantação final em 1991.
Em 2011, a Vale anunciou a conclusão da transação com a Norsk Hydro ASA (Hydro) para transferir todas as suas participações na Albras - Alumínio Brasileiro, Alunorte - Alumina do Norte do Brasil e Companhia de Alumina do Pará (CAP).  A Vale também criou a empresa Mineração Paragominas (Paragominas) e transferiu a mina de bauxita de Paragominas e todos os seus demais direitos minerários de bauxita do Brasil. A Vale vendeu 60% da Paragominas à Hydro e os outros 40% foram vendidos até 2016.

## Operação
A Albras está inserida na cadeia produtiva de alumínio da Hydro, que começa com a extração da bauxita em Paragominas, no Pará. Depois de extraído, o material é transportado, moído, lavado e tem seu tamanho reduzido até virar uma polpa, que é transportada por um mineroduto de 244 km de extensão, chegando à refinaria Hydro Alunorte, em Barcarena, também no Pará. Lá, a bauxita passa por um refino para se obter a alumina, a matéria-prima do alumínio. Após os processos de aquecimento e filtragem, a alumina se torna um pó branco e seco.
É essa alumina que segue para a Albras, onde passa por um processo eletrolítico, que combina eletricidade e carbono dentro de fornos. Após as reações químicas, o alumínio é obtido em forma líquida a uma temperatura de cerca de 960ºC, que, após ser retirado dos fornos, está pronto para ser vazado e solidificado em formato de lingotes. 
Em 2021, a Albras também recebeu a certificação internacional Aluminium Stewardship Initiative (ASI), atestando que o alumínio na empresa respeita a padrões de qualidade, além de ser produzido de forma responsável e sustentável. 

### Ligas de fundição
Além do metal líquido e dos lingotes de alumínio na sua maioria na especificação da liga P1020, a Albras também produz a liga PFA (Primary Foundry Alloy) em forma de lingotes, as ligas P0610, P1015 e Barramentos. A liga PFA ou Liga de Alumínio Primário é um produto criado especialmente para atender à indústria automotiva, desenvolvido a partir do metal primário P0610, com adição de quatro elementos: silício, magnésio, estrôncio e titânio. O P0610 e o P1015 são produtos que possuem maior pureza.

## Sustentabilidade
A Albras realiza diversos trabalhos sociais em parceria com as comunidades locais de Barcarena. A empresa desenvolve iniciativas que priorizam estratégias de atuação global e local, como o Sustentar Barcarena, Todos Pelo Trabalho, Ativa Barcarena,Embarca Amazônia,Travessia Barcarena,Gastronomia do Amanhã e Tipitix.
Junto às empresas Hydro Rein e Atlas Renewable Energy, a Albras formou uma joint venture e está desenvolvendo um projeto de energia solar no Brasil, a Usina Solar Boa Sorte, no estado de Minas Gerais. A construção teve início em 2022, e as operações devem começar no final de 2023. A central solar de Boa Sorte, com investimentos totais de US$320 milhões, terá uma capacidade prevista para gerar 438 MW de energia.
Em busca de melhor gerenciamento dos recursos energéticos, além da construção e do desenvolvimento do projeto, a Albras assinou um contrato de compra anual de energia para um fornecimento anual de 815 GWh de energia entre 2025 e 2044. O acordo cobre 12% da receita anual da Albras consumo de energia.
Em relação ao Revestimento Gasto de Cuba (RGC), um rejeito originado em um dos primeiros processos de produção do alumínio, a Albras realiza o estoque em galpões controlados para, então, fornecê-lo como matéria-prima de cimento. A empresa busca estocar no máximo 2 mil toneladas de RGC até 2025.
Atualmente, a companhia possui oito empresas habilitadas para receber o RGC, e já foram processadas cerca de 300 mil toneladas do resíduo. O estudo para o desenvolvimento dessa alternativa de uso, em parceria com a Universidade Federal do Pará (UFPA), teve início em 1995.
A Albras recebeu pelo 5º ano consecutivo a certificação Ouro no Programa Brasileiro GHG Protocol, ferramenta que quantifica e gerencia emissões de Gases de Efeito Estufa (GEE). A certificação indica que a empresa preenche pré-requisitos de padrões internacionais sobre gerenciamento ambiental das operações.